# Santa Caterina da Siena (Nápoly)
A Santa Caterina da Siena templom Nápolyban, a spanyol negyedben.

## Története
A hagyományok szerint a templomot a 16. században alapította Don Juan de Austria a lepantói csata győztes vezére. Az épületet a későbbiekben összeépítették a szomszédos San Giacomo kórházzal. Az egyhajós templomnak négy oldalkápolnája van. Apszisa félköríves. Mivel a templomot többször is átépítették kevés eredeti díszítőeleme maradt fenn. Értékes műtárgyai közé sorolandó két 17. századi festmény, amelyek Belisario Corenzio iskolájának stílusát tükrözik. A majolikapadló Ignazio Chiaiese műve és 1760-ban készült. Mennyezetének freskóit Mario Gioffredo és Fedele Fischetti festették. Ugyancsak Gioffredo alkotása a főoltár is. A templom oltárainak képeit neves nápolyi festők művei díszítik: Francesco De Mura, Luca Giordano, Giacinto Diano, Paolo De Matteis.